# Harvey Barnes
Harvey Lewis Barnes, född 9 december 1997 i Burnley, är en engelsk fotbollsspelare som spelar för Newcastle United.

## Karriär

### Leicester City
Barnes kom som nioåring till Leicester City. Den 25 juni 2016 skrev han på sitt första proffskontrakt med klubben. Barnes debuterade i A-laget den 7 december 2016 i en 5–0-förlust mot Porto i Champions League, där han blev inbytt i den 76:e minuten mot Danny Drinkwater.
Den 21 juli 2017 förlängde Barnes sitt kontrakt i klubben med fyra år. Barnes debuterade i Premier League den 19 april 2018 i en 0–0-match mot Southampton, där han blev inbytt i den 91:a minuten mot Adrien Silva.

#### Milton Keynes Dons (lån)
Den 20 januari 2017 lånades Barnes ut till League One-klubben Milton Keynes Dons på ett låneavtal över resten av säsongen 2016/2017. Dagen efter debuterade Barnes och gjorde sitt första mål i en 5–3-vinst över Northampton Town, där han blev inbytt i den 76:e minuten mot Chuks Aneke.
I maj 2017 blev Barnes utsedd till "Årets unga spelare i Milton Keynes Dons". Han spelade totalt 21 matcher och gjorde sex mål i League One säsongen 2016/2017.

#### Barnsley (lån)
Den 11 augusti 2017 lånades Barnes ut till Championship-klubben Barnsley på ett låneavtal över säsongen 2017/2018. Dagen efter debuterade Barnes i en 2–1-förlust mot Ipswich Town, där han blev inbytt i den 80:e minuten mot Adam Hammill. Den 26 augusti 2017 gjorde Barnes sitt första mål för Barnsley i en 3–0-vinst över Sunderland.
Den 1 januari 2018 blev Barnes återkallad av Leicester City. Totalt spelade han 23 matcher och gjorde fem mål samt fyra assist.

#### West Bromwich Albion (lån)
Den 24 juli 2018 förlängde Barnes sitt kontrakt i Leicester City med fyra år och lånades samtidigt ut till West Bromwich Albion på ett låneavtal över säsongen 2018/2019. Han debuterade och gjorde sitt första mål den 4 augusti 2018 i en 2–1-förlust mot Bolton Wanderers. Den 11 januari 2019 återkallades Barnes av Leicester City.

### Newcastle United
Den 23 juli 2023 värvades Barnes av Newcastle United, där han skrev på ett femårskontrakt.